# Техническое освидетельствование

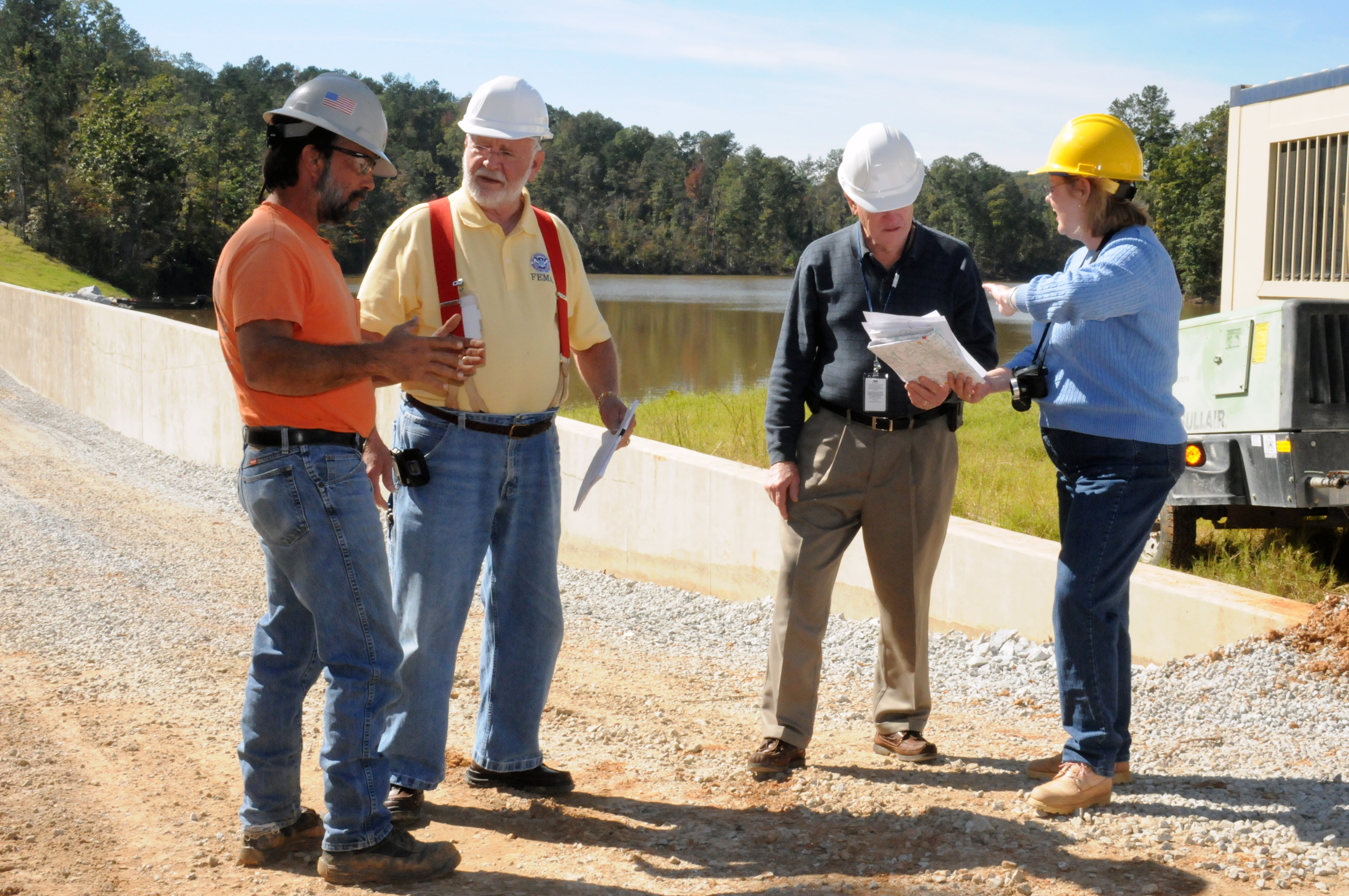
Техническое освидетельствование дамбы после ремонта в штате Джоржия, США.

Техническое освидетельствование — экспертиза различных технических объектов специалистами, обычно комиссией, представляющими государственные надзорные органы или имеющими государственную лицензию на право проведения или участия в таких экспертизах.
Область, в которой применяется техническое освидетельствование, чрезвычайно широка: в обязательных случаях ему подвергаются различные технические устройства, оборудование, сосуды под давлением, здания, сооружения, суда и многие другие технические объекты. 
Понятие технического освидетельствования тесно связано с технической диагностикой, главная их цель — обеспечение работоспособности технического объекта и недопущение аварий по техническим причинам, но если диагностика имеет обычно прикладное эксплуатационное значение, то освидетельствование является административно-бюрократическим действием, с помощью которого осуществляется государственный контроль в области промышленной безопасности. Следует также отметить, что диагностика производится и при ремонте, и во время эксплуатации, тогда как техническое освидетельствование проводится в то время, когда эксплуатация по каким-либо причинам (чаще всего из-за ремонта) остановлена или вовсе ещё не начиналась.
Причины, обуславливающие обязательность проведения технического освидетельствования могут быть разными: объект может эксплуатироваться на опасном производственном объекте, сам являться таковым (например сосуд, работающий под давлением или сооружение) или по иным причинам отнесён к таким объектам специальными государственными нормативными документами или приказами (например технические системы, поднадзорные МЧС , или технические объекты МинОбороны в России).
Среди объектов, которые должны регулярно подвергаться техническому освидетельствованию, есть различные устройства и сооружения, с которыми современный человек сталкивается очень часто, например лифты или общественные пляжи.
Периодичность технического освидетельствования может быть разной, она зависит от принятых правил и норм в том или ином государстве, отрасли промышленности, области применения и пр. Чаще всего эта процедура проводится после монтажа технического объекта, до его пуска в эксплуатацию, во время эксплуатации (обычно раз в 4-5 лет), так называемые периодические технические освидетельствования, и в необходимых случаях, к которым правилами, инструкциями или приказами могут быть отнесены ремонты, реконструкции, какие-либо изменения в устройстве или технологической схеме, а также отклонения от нормальной эксплуатации, какие-либо инциденты, аварии и многие другие причины. В некоторых областях технические освидетельствования должны проводиться только после окончания установленного срока службы, для его продления, это относится например к электроустановкам. Также в некоторых областях различают полные и частичные технические освидетельствования, различающиеся объемом подготовительных и экспертных действий, а также сроками проведения; характерным примером такой области является сфера технического обслуживания грузоподъемных механизмов. Периодичность технического освидетельствования должна указываться проектной организацией или предприятием изготовителем в технической документации объекта. В случае, если периодичность там не указана, необходимо руководствоваться государственными отраслевыми правилами и нормами.

## Ход процедуры
В соответствие со спецификой области применения, конструкцией и важностью технического объекта для безопасности, определяемой нормативными государственными документами той или иной отрасли, техническое освидетельствование может предваряться различными проверками и испытаниями, например гидравлическими испытаниями в энергетике или испытаниям мореходных качеств для судов, результаты которых учитываются экспертами и заносятся в специальные документы. В современной промышленности применяется множество различных методов неразрушающего контроля, использующихся при техническом освидетельствовании, конкретные способы и объемы испытаний указываются проектными организациями и предприятиями-изготовителями технических устройств, а также содержатся в государственных отраслевых правилах и нормах.
Если объект уже побывал в эксплуатации, к внутреннему и наружному осмотру его тщательно подготавливают, к примеру снимается теплоизоляция, зачищаются сварные соединения, а иногда и основной металл, очищаются внутренние полости и т.д. Процедура чрезвычайно важная, поэтому лица, ответственные за подготовку, стараются в этих случаях максимально добросовестно относиться как к самому ремонту, так и к подготовке к техническому освидетельствованию. Также при техническом освидетельствовании проверяется соответствие технической документации на проверяемый объект требованиям промышленной безопасности.
После окончания всех подготовительных действий и испытаний, проводится внутренний и/или наружный осмотр, после которого, в случае удовлетворения технического объекта определённым требованиям, свидетельствующим о его готовности (или неготовности) к дальнейшей эксплуатации, экспертом или комиссией экспертов выносится решение, которое протоколируется. Решение основывается на результате всех видов испытаний и осмотров, опираясь при этом на широкий круг документов, среди которых отраслевые правила и нормы, инструкции и приказы, действующие в организации или предприятии, специальные методические указания, должностные инструкции самих экспертов и многие другие.
Результатом успешного технического освидетельствования является составление и визирование экспертами специального документа или нескольких документов, чаще всего называющихся актами, которые могут использоваться в различных административных процедурах, например в России — при регистрации опасного производственного объекта Ростехнадзор.